# A.T.M.O.S., première partie
A.T.M.O.S., première partie est le quatrième épisode de la quatrième saison de la deuxième série de la série télévisée britannique Doctor Who. La première partie du double-épisode a été diffusée pour la première fois le 26 avril 2008 sur BBC One. L'épisode en deux parties a été écrit par Helen Raynor, qui s'était précédemment chargée de l'écriture de deux épisodes de la troisième saison, L'Expérience finale et DGM : Dalek génétiquement modifié.
L'épisode marque le retour de Martha Jones, qui incarnait la compagne du Docteur dans la saison précédente, et réintroduit la race des Sontariens, extra-terrestres vus pour la dernière fois dans un épisode de la première série, The Two Doctor (1985). A.T.M.O.S. se déroule sur Terre à l'époque actuelle. Le Docteur reçoit un appel de Martha Jones : apparemment, un nouveau système de GPS-recycleur d'air, nommé ATMOS (ATMospheric Omission System), constituerait un danger pour les humains. Enquêtant avec des agents de UNIT, le Docteur se retrouve face aux Sontariens.

## Accroche
Martha appelle le Docteur à l'aide à cause d'A.T.M.O.S qui provoque des dégâts dans le monde entier.
Martha faisant partie de UNIT, le Docteur doit s'allier à eux pour arrêter les Sontariens, à la source de ce problème...

## Distribution
- David Tennant : Le Docteur
- Catherine Tate : Donna Noble
- Freema Agyeman : Martha Jones
- Bernard Cribbins : Wilfred Mott
- Jacqueline King : Sylvia Noble
- Ryan Sampson : Luke Rattigan
- Rupert Holliday-Evans : Colonel Mace
- Christopher Ryan : Général Staal
- Dan Starkey : Commandant Skorr
- Eleanor Matsuura : Jo Nakashima
- Wesley Theobald : Soldat Gray
- Christian Cooke : Ross Jenkins
- Rad Kaim : Ouvrier
- Elizabeth Ryder : Voix d'ATMOS
- Clive Standen : Soldat Harris
- Ruari Mears : Le clone

## Résumé
Alors qu’elle travaille pour UNIT, Martha Jones, un ancien compagnon du Docteur, appelle celui-ci à l'aide pour une enquête en cours. Quelques minutes après, le TARDIS atterrit en Grande Bretagne, au moment où Martha autorise le raid d'une usine ATMOS. Le Docteur présente Donna Noble à Martha et à UNIT. Immédiatement les deux femmes sympathisent. Cependant, Donna s'inquiète de l'éthique d'UNIT et demande au Docteur pourquoi il est associé avec eux. Le Docteur répond qu'il travaillait déjà pour eux dans les années 70-80.
ATMOS commercialise un système de navigation par satellite développé par le jeune prodige Luke Rattigan. De plus, ce système supprime l’intégralité des émissions de dioxyde de carbone des véhicules. UNIT a demandé l'aide du Docteur car la technologie n'est pas contemporaine et pourrait être extraterrestre. UNIT se préoccupe également d’un fait étrange, en effet, quelques jours plus tôt, cinquante-deux décès ont eu lieu simultanément. Le Docteur se rend à l'école privée de Rattigan pour enquêter sur le système de navigation et découvre que les événements récents ont été engendrés par une race guerrière extraterrestre : les Sontariens.
Les Sontariens sont représentés par un groupe de combat dirigé par le général Staal, surnommé «L'invincible». Au lieu d'une invasion absolue, ils veulent envahir la terre grâce à l’association de clones humains, de contrôle de l'esprit et d'ATMOS; Martha est capturée par deux des humains contrôlés et, elle est clonée afin de fournir un espion aux Sontariens au sein d'UNIT.
Pendant ce temps, sur les conseils de Martha, Donna part avertir sa mère Sylvia et son grand-père Wilfred Mott au sujet du Docteur. Elle décide, également, de prévenir sa mère sur les dangers liés à ATMOS. Le Docteur enquête sur le dispositif ATMOS présent dans la voiture de Donna et découvre une fonction secondaire: cet appareil peut émettre un gaz toxique. Alors que Wilfred tente de retirer la voiture de la route, Staal active les 400 millions de périphériques ATMOS, installés dans le monde entier. 
Donna appelle à l'aide et le Docteur regarde, impuissant, une rue pleine de voitures en train d’émettre du gaz, tandis que sur leur navire en orbite autour de la terre, les Sontariens se préparent à la guerre…

### Continuité
- Comme dans La Famille de sang, le Docteur se sort d'une situation en faisant rebondir une balle. Il est de nouveau fait mention à la Cascade de Méduse, déjà évoquée dans les épisodes Le Dernier Seigneur du temps, Le Retour de Donna Noble et La Chute de Pompéi.
- L'épisode fait aussi plusieurs allusions à d'autres séries du Whoniverse. Dans l'épisode Reset de Torchwood, Martha Jones dit que quelqu'un d'apprécié l'a pistonné à UNIT et qu'elle a obtenu son diplôme de médecin. Elle et Jack Harkness plaisantent même sur leurs bonnets rouges. De même, dans l'épisode de The Sarah Jane Adventures intitulé Eye of the Gorgon, Sarah Jane Smith et une vieille femme comparent aussi la forme des Sontariens avec celle d'une pomme de terre.

## Production

### Conception
Ce double épisode est basé sur trois idées : faire revenir les Sontariens dans la nouvelle série, centrer une histoire à l'intérieur de UNIT et continuer l'évolution du personnage de Martha Jones, déjà amorcée lors de trois épisodes de Torchwood (Reset, Le Gant de la résurrection et La Vie après la mort),. Pour l'occasion, le générique de l'épisode affiche le nom de Freema Agyeman.
Cet épisode continue la tradition de la seconde série de ramener d'anciens ennemis récurrents du Docteur. Selon Davies, les Sontariens avait toujours été sur sa liste de méchants à ressusciter.

### Écriture
Le départ de Martha de la série a permis à Russell T Davies d'orienter un changement de personnalité de la compagne du Docteur : Donna est plus mature et égale le Docteur, s'éloignant du rôle d'« amoureuse passionnée » que Martha tenait dans la saison 3. De nombreux aspects de la personnalité de Martha ont été débattus, en particulier sa réaction face à Donna. La scénariste Helen Raynor a préféré lui donner un côté rationnel et éviter une confrontation, ce qui aurait rappelé celle opposant Rose Tyler et Sarah Jane Smith dans l'épisode L'École des retrouvailles.
Cet épisode marque la seconde apparition à l'écran de l'organisation UNIT dans la seconde série de Doctor Who, (la première étant en saison 1 dans le double épisode "L'Humanité en péril / Troisième Guerre Mondiale". Dans ces épisodes en VF UNIT est traduit par URNU), même si celle-ci a été nommée de nombreuses fois dans les deux spin-off du Whoniverse. Son nom est passé de « United Nation Intelligent Taskforce » à « UNified Intelligence Taskforce », à la suite d'une requête de l'Organisation des Nations unies qui craignait une confusion. Les agents de Unit Gray et Wilson sont des clichés du soldat-victime,. L'épisode renvoie à la controverse des fans sur les dates de création d'UNIT par la bouche du Docteur lorsqu'il ne se souvient plus avoir travaillé pour eux dans les années 1970 ou 1980.
L'idée de base d'Helen Raynor était fondée sur des gaz venimeux émis par des usines. Elle remplaça les usines par des voitures pour plusieurs raisons, notamment parce que l'idée d'un GPS « diabolique » était plus « Docteur Whoesque » et moins chère à produire,,. Les épisodes de cette saison ayant été tournés dans le désordre, un clin d'œil au système de navigation « ATMOS » a été placé dans l'épisode Le Retour de Donna Noble. Dans le script original, la voiture dans laquelle se trouve le Docteur et le soldat Jenkins était censée exploser, mais la réduction des coûts budgétaires força l'équipe à détourner cette scène en parodie des scènes d'action.
Comme dans les épisodes L'Humanité en péril et L'Expérience Lazarus, cet épisode creuse un peu plus l'entourage familial de la compagne du Docteur. L'entourage de Donna a déjà rencontré le Docteur dans Mariage de Noël et Une croisière autour de la Terre, avant que cette dernière ne voyage avec le Docteur, contrairement aux familles Jones ou Tyler. Sylvia Noble rejoint la tradition des « mères hostiles au Docteur » tandis que Wilfred Mott apporte enfin un personnage enthousiasmé par sa rencontre, ce que Davies recherchait depuis le retour de la série.

### Tournage
Lors d'une interview, Catherine Tate a avoué avoir passé plusieurs semaines avec les comédiens jouant les Sontariens au point de s'être trouvé complètement stupéfaite lorsque l'un d'eux a enlevé son casque et montré son visage d'acteur. Complètement prise dans la série, elle avait oublié que les Sontariens étaient joués par des êtres humains.
Bien que les Sontariens utilisent des techniques de clonage depuis la toute première série, cet épisode est le premier à montrer un clonage. À l'origine, tous les travailleurs de l'usine devaient être des clones mais cela posait des problèmes de continuité avec la deuxième partie. Le clone non-fini fut joué par Ruari Mears, qui portait un masque prothétique durant toute la durée de la scène. Toutes les scènes de l'entrepôt de clonage ont d'ailleurs été tournées dans une entreprise de shampoing.